# Muramasa: The Demon Blade
Muramasa: The Demon Blade, conocido en Japón como Oboro Muramasa (朧村正, literalmente "Confuso Muramasa"), es un videojuego del género de rol de acción desarrollado por Vanillaware y distribuido por Marvelous Entertainment en Japón, Rising Star Games en Europa, e Ignition Entertainment en Norteamérica para la Wii. El juego vio la luz en Japón el 9 de enero de 2009, el 8 de septiembre en Norteamérica y finalmente llegó Europa en noviembre del mismo año. La versión de Vita fue publicada en 2013 por Marvelous AQL en Japón y Aksys Games en occidente.
Muramasa sigue la historia de Kisuke, un fugitivo que ha perdido la memoria, incluyendo la de un crimen que cometió y la de Momohime, una chica joven y ágil poseída por un oscuro espíritu. El sistema de control permite utilizar el Wii Remote, el mando clásico de Wii y el mando GameCube. Asimismo Muramasa ofrece al jugador tres niveles de dificultad.
En la semana posterior al lanzamiento en Japón, Muramasa vendió todas la copias que se pusieron a la venta y se coló en la lista de los juegos más vendidos de Japón.

## Juego
El juego tiene tres sistemas de control, uno en el que interviene el Wii Remote, uno con el mando de Nintendo GameCube y otro que utiliza el pad clásico de Wii, para jugadores que prefieran más precisión.
Gráficamente es similar a Odin Sphere, manteniendo el estilo 2D dibujado a mano; aunque en esta ocasión los artistas encargados de esta obra se han inspirado en la Mitología japonesa y cultura en vez de la Mitología Nórdica. El juego ofrece más de 30 escenarios distintos.
Se puede elegir entre dos personajes: Kisuke, un chico joven ninja con amnesia, y Momohime, una joven princesa de Narukami Han, provincia Mino. Momohime comienza su historia al este, Edo y avanza hacia el oeste, Kyo, mientras que Kisuke toma la dirección contraria. Ambos empuñan tres katanas de las 108 disponibles que se pueden encontrar o forjar.
Las armas se dividen en dos categorías, de hoja corta (tachi) y de hoja larga (ōdachi). Las de hoja larga producen más daño que las de hoja corta pero son más lentas, efectivas para eliminar a un grupo de enemigos. Las de hoja corta en cambio son más débiles pero son mucho más rápidas indicadas para intensos y ágiles combates. Cada espada posee un arte secreto (ōgi), una poderosa técnica de ataque. Si utilizas mucho este arte secreto es reducirá el indicador de almas y finalmente la espada en cuestión se romperá y su ataque se reducirá prácticamente a 0. Una espada rota se recupera por sí sola una vez se guarda en su vaina durante un corto periodo de tiempo.
Se puede jugar en tres modos distintos: Muso, Shura, y Shigurui. El modo Muso se centra en subir a los personajes de nivel y deja a la acción en un segundo plano, en el extremo contrario el modo Shura se centra en la acción, recomendado para jugadores experimentados. El modo Shigurui solo está disponible una vez que se ha completado el juego en el modo Shura. Este modo es igual al modo Muso exceptuando que la vida del personaje está limitada a 1 punto, que no variara, ni siquiera al subir de nivel.

## Trama

### Escenario
El Juego transcurre durante el Genroku era del  shōgun Tokugawa Tsunayoshi en Honshū, la isla principal del Japón. A causa de su sed de poder, se produce un conflicto sobre unas poderosísimas espadas, las Demon Blades. Estas espadas están malditas y se dice que traen consigo la desgracia, la locura, e incontables muertes. A medida que se expande el caos, criaturas del Yomi son invocadas por estas espadas, junto con dragones, demonios y poderosos dioses.

### Historia
Kisuke es un fugitivo, perseguido por un crimen que no recuerda .Su único deseo es encontrar una katana en particular. Tras derrotar a sus perseguidores, conoce a Yuzuruha quien se ofrece a guiarle en su camino. Mientras tanto, Momohime, tras ser poseída por el alma de Jinkuro Izuna, es forzada a huir de su castillo y a aceptar la oferta de Jinkuro para este completar su plan.

### Personajes
- Kisuke (鬼助?) (Hiroyuki Yoshino): Un joven ninja sin memoria de su pasado y arrastrado por una sed de venganza en su viaje hacia el este Kyo desde Edo.

- Momohime (百姫?) (Miyuki Sawashiro): Una chica joven e introvertida, princesa  de Narukami Han, Mino Province. Acaba siendo poseída por el espíritu de Jinkuro, es forzada a huir de su castillo y a dirigirse al oeste, hacia Edo desde Kyo.

- Jinkuro Izuna (飯綱 陣九朗?) (Jouji Nakata): El Hitodama de un loco espadachín que originalmente planeaba poseer el cuerpo de Yukinojyo para así hacerse con su poder político y sus habilidades físicas pero que accidentalmente tomó el cuerpo de Momohime tras intervenir ella por Yukinojy.

- Kongiku (紺菊?) (Kaho Minami): Un Kitsune (deidad zorro) al servicio de Fushimi que muestra afecto por Jinkuro, que solo la utiliza para lograr sus metas.

- Yuzuruha (弓弦葉?) (Shiho Kawaragi): Otra Kitsune que auxilia a Kisuke, llevada por la pérdida del control de la Demon Blade que mantiene sellado al enemigo mortal de su raza, Kuzuryu.

- Torahime (虎姫?) (Ayako Kawasumi): La hermana mayor de Momohime y una miko de su familia, encargada de guardar y proteger la Demon Blade que contiene el espíritu de Kuzuryu. Fue asesinada antes de comenzar la historia debido a que Tokugawa quería hacerse con la espada que ella protegía. Es devuelta a la vida por Amitābha durante un tiempo limitado con la forma de un jinete samurái para vengar a su familia con su ejército Bushi de no-muertos. Kisuke se enfrenta a ella por orden de Yukinojyo pero recuerda que estaba enamorado de ella.

- Yukinojyo Yagyu (柳生 雪之丞?) (Shō Hayami): Tercer hijo de la familia Yagyu y clan del mismo nombre que sirve como espadachín a la familia del Shōgun. Se ha hecho con las técnicas de la clan Yagyuu y está encargado de misiones de espionaje. Al principio estaba prometido con Momohime, pero esto fue arruinado por Jinkuro, que originalmente tenía la intención de poseer el cuerpo de Yukinojyo.

- Sayo (小夜?): Una chica con aspecto de niña, Yamabushi que utiliza hechizos de papel, explosivos y cuervos en combate contra demonios en sus viajes.

- Rankai (乱戒?) (Yasuhiro Mamiya): Un malvado monje que persigue a la Momohime poseída por Jinkuro . Antes de ser ordenado, era un guerrero que perdió en combate con Jinkuro cuando este aún vivía.

- Tsunayoshi Tokugawa (徳川 綱吉?): El shogun, cuya sed de poder causó el conflicto de las Demon Blade y ordenó a Yukinojyo exterminar a Torahime junto con su familia.

- Kuzuryu (狗頭竜 "Dog-headed Dragon"?): Un malvado Inugami que fue sellado en una Demon Blade, que es la misma que protegía Torahime, utilizando a Tokugawa para realizar sus propios deseos antes de utilizarle como anfitrión para reencarnarse físicamente en el mundo de los vivos tras lo cual fue derrotado por Kisuke.

## Desarrollo
Originalmente titulado Oboromuramasa Yōtōden (朧村正妖刀伝?  literalmente "La leyenda de la espada mistica de Muramasa), posteriormente se redujo a Oboro Muramasa antes de su lanzamiento. Durante su desarrollo, se hacía referencia al juego como Princess Crown 3, a igual que Odin Sphere era referido como Princess Crown 2. El director George "Jōji" Kamitani dijo que quería crear una ambientación similar a la de The Legend of Kage y Genpei Toma Den. La banda sonora corrió a cargo del estudio de Hitoshi Sakimoto Basiscape al igual que ocurrió con Odin Sphere.

## Recepción
El juego, en general, se recibió de una forma muy positiva. La archiconocida revista Japonesa Famitsu le dio una puntuación de 34/40 citando la dificultad del juego, breves periodos de carga, y magnífico sonido y gráficos,  pero fue criticado por falta de un argumento más profundo. Muramasa entró en las listas de juegos más vendidos en Japón en la segunda posición, vendiendo 29.000 copias en su primera semana a la venta. El 8 de junio de 2009, X-Play declaró a Muramasa como el "Mejor juego de Wii del E3 2009". Tras analizarlo, obtuvo un 3 de 5. Más tarde Adam Sessler y Morgan Webb explicaron en una discusión que "solo porque un juego se hace con el título de mejor juego del año para Wii, no lo convierte en uno bueno." Luego se dijo que le habían colocado la corona de mejor juego basándose tan solo en haber jugado a una pequeña parte de la aventura. la revista Play elogio a Muramasa, diciendo que "las animaciones y el apartado artístico durante todo el juego es tan refinado que......... el juego es muy intuitivo y nunca cansa al jugador; los elementos RPG son únicos y presentados de una forma soberbia, el resultado es simplemente brillante." 3xGamer dijo que tenía una audio y unos escenarios únicos y de lo más peculiares , que se combinan para dar lugar a una aventura gráfica muy sólida.